# Старобасманный путепровод
Старобасма́нный путепрово́д — инфраструктурный объект в Москве, «развязывающий» в двух уровнях Старую Басманную улицу (которая с 1918 по конец 1980-х называлась ул. Карла Маркса) и Алексеевскую соединительную линию.

## Расположение
Сооружение находится над путями перегона Каланчёвская—Курский вокзал линии МЦД-2 и будущей линии МЦД-4 «Апрелевка — Железнодорожная».
Поблизости расположена Петропавловская церковь.

## История
- 1959 год — сооружён на месте старого, дореволюционной постройки.

## Характеристики
- Основной пролёт = м
- Общая длина:
- Ширина моста = 23 м